# 阿毛久芳
阿毛 久芳（あもう ひさよし、1949年 - ）は、日本近代文学研究者、都留文科大学理事兼副学長。名誉教授。

## 経歴
1949年に神奈川県横浜市生まれ。1972年に横浜国立大学教育学部国語科を卒業。東京教育大学大学院文学研究科を経て、1979年に筑波大学大学院文芸・言語研究科国文学専攻を単位取得満期退学。文学修士（東京教育大学）。筑波大学附属高等学校教諭、都留文科大学助教授、教授を歴任する。2014年から理事兼副学長に就任。2015年3月退職。同学名誉教授。専門は日本近現代文学、特に日本近代詩・現代詩の研究。

## 著書
- 『萩原朔太郎論序説-イデアを追う人の旅-』有精堂 1985
- 『<円球から放射する>思想-萩原朔太郎の<生命>の直感的認識について』河出書房新社 1995

## 参考・外部リンク
- 都留文科大学教員紹介　https://ptweb.tsuru.ac.jp/step/KInfo.asp?ID=48
- 阿毛久芳 researchmap　https://researchmap.jp/read0049565/